# Boyle (månekrater)
Boyle er et nedslagskrater på Månen. Det befinder sig på den forrevne, sydlige del af Månens bagside og er opkaldt efter den engelske videnskabsmand og kemiker Robert Boyle (1627 – 1691).
Navnet blev officielt tildelt af den Internationale Astronomiske Union (IAU) i 1970. 
Krateret observeredes første gang i 1965 af den sovjetiske rumsonde Zond 3.

## Omgivelser
Boylekrateret slutter sig til det større Hesskrater mod sydøst og ligger omtrent midtvejs mellem Alderkrateret mod nord-nordøst og Abbekrater mod syd-sydvest. 

## Karakteristika
Kraterets ydre rand er næsten cirkulær, dog med nogen nedskridninger på den indre side. Det meste af den har en skarp kant og udviser kun lidt tegn på nedslidning efter senere nedslag. Langs randens sydlige del er der imidlertid en bred, irregulær fure i overfladen, som løber fra øst til vest. Der er også en overlappende formation af småkratere i det smalle stykke terræn mellem Boyle og Hess.
Kraterbunden er forholdsvis flad med en lang, lav central højderyg i midten. Denne højderyg danner en linje fra sydvest til nordøst. Der er et småkrater nær den østlige rand, men eller udviser det indre ikke særlige landskabstræk.

## Satellitkratere
De kratere, som kaldes satellitter, er små kratere beliggende i eller nær hovedkrateret. Deres dannelse er sædvanligvis sket uafhængigt af dette, men de får samme navn som hovedkrateret med tilføjelse af et stort bogstav. På kort over Månen er det en konvention at identificere dem ved at placere dette bogstav på den side af satellitkraterets midte, som ligger nærmest hovedkrateret. Boylekrateret har følgende satellitkratere:
| Boyle | Længde  | Bredde   | Diameter |
| ----- | ------- | -------- | -------- |
| A     | 50,8° S | 178,3° Ø | 21 km    |
| Z     | 51,3° S | 177,7° Ø | 52 km    |

## Måneatlas
- Billeder af Boylekrateret i LPI-måneatlasset